# Richard Goode
Richard Goode (The Bronx, 1 juni 1943) is een Amerikaans klassiek pianist, die vooral bekend is voor zijn interpretaties van Ludwig van Beethoven en voor zijn opnames en uitvoeringen van kamermuziek.
Goode studeerde piano bij Elvira Szigeti, Claude Frank, Nadia Reisenberg aan het Mannes College, en bij Rudolf Serkin en Mieczyslaw Horszowski aan het Curtis Instituut. Hij won een groot aantal prijzen, waaronder de eerste prijs van de Clara Haskil Wedstrijd in 1973 en de Avery Fisher Prize in 1980.
Hij heeft veel opnamen gemaakt, waaronder de pianoconcerten van Mozart met het Orpheus Chamber Orchestra en composities van Schubert, Schumann, Bach en Brahms. Goode was ook de eerste in Amerika geboren pianist die de complete pianosonates van Beethoven opnam. Samen met Mitsuko Uchida is hij directeur van de Marlboro Music School and Festival. Carlos Chávez, George Perle, en Robert Helps schreven special voor hem composities. Onder zijn partners in de kamermuziek bevinden zich Dawn Upshaw, Richard Stoltzman en Alexander Schneider. Hij is getrouwd met de violiste Marcia Weinfeld.
David Blum heeft in zijn boek Quintet, Five Journeys toward Musical Fulfillment een stuk aan hem gewijd (Cornell University Press, 1999) dat oorspronkelijk verscheen in de New Yorker van  29 juni 1992.

## Prijzen en onderscheidingen
Grammy Award voor de beste kamermuziekuitvoering:
- Richard Goode & Richard Stoltzman voor hun opname van de sonates voor klarinet & piano, op. 120 van Brahms (Grammy Award in 1983)

- Bibsys: 13054925
- Bibliothèque nationale de France: cb13930388t (data)
- Gemeinsame Normdatei: 122019377
- International Standard Name Identifier: 0000 0000 8381 0279
- Library of Congress Control Number: n82032743
- MusicBrainz: 945a268a-328f-4b91-9453-d1996f162a3c
- Nationale Bibliotheek van Israël: 987007430096705171
- Nederlandse Thesaurus van Auteursnamen: 317324888
- Réseau des bibliothèques de Suisse occidentale: 02-A012330502
- SNAC: w67203cv
- Virtual International Authority File: 49410939
- WorldCat: E39PBJcRdpcPQdvbhXWx743bBP